# اچ‌ام‌اس تیسبه (۱۷۸۳)
اچ‌ام‌اس تیسبه (۱۷۸۳) (به انگلیسی: HMS Thisbe (1783)) یک کشتی بود که طول آن ۱۲۰ فوت ۶ اینچ (۳۶٫۷۳ متر) بود. این کشتی در سال ۱۷۸۳ ساخته شد.